# Алжирська кухня

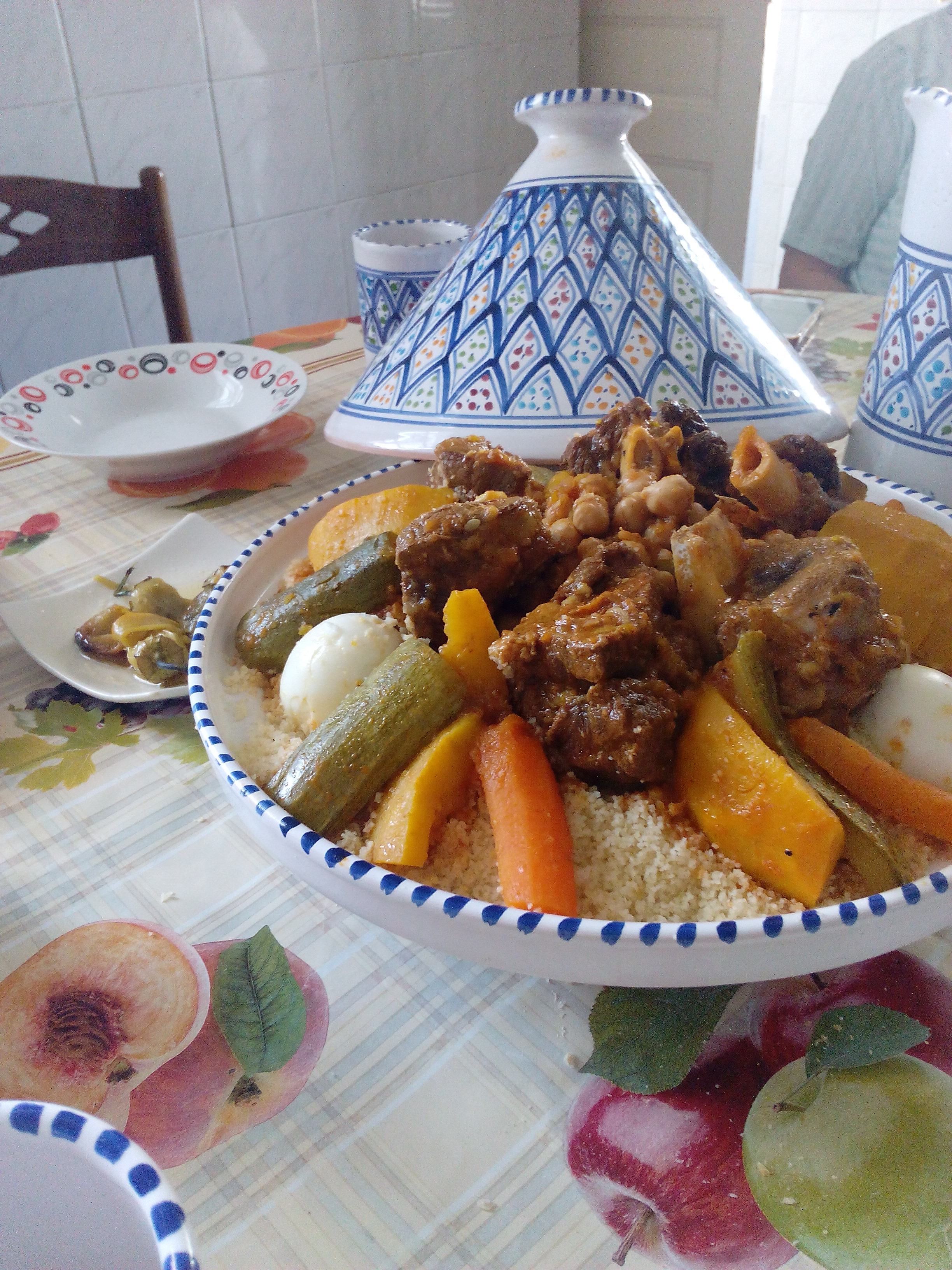
Кускус часто вважається національною стравою Алжиру

Алжирська кухня сформувалася під упливом взаємодії та обміну з іншими культурами та народами протягом століть. В її основі лежать як наземні, так і морські продукти. Завоювання або демографічний рух на територію Алжиру були двома основними факторами обміну між різними народами та культурами. Алжирська кухня — це суміш арабських, берберських, турецьких і європейських коренів.
Алжирська кухня пропонує різноманітні страви залежно від регіону та сезону, але овочі та зернові залишаються її основою. Більшість алжирських страв складаються з хліба, м'яса (баранини, яловичини або птиці), оливкової олії, овочів і свіжої зелені. Овочі часто використовують для приготування салатів, супів, таджинів, кускусу та страв на основі соусів. З усіх алжирських традиційних страв найвідомішою є кускус, визнана національна страва.

## Інгредієнти
Алжир, як і інші країни Магрибу, виробляє широкий асортимент середземноморських фруктів та овочів і навіть деякі тропічні. Зазвичай уживають баранину. Середземноморські морепродукти та риба також уживаються в їжу.

### М'ясо
Алжирці споживають велику кількість м'яса, і воно є майже в кожній страві. Баранина — найпоширеніший вид м'яса в країні.

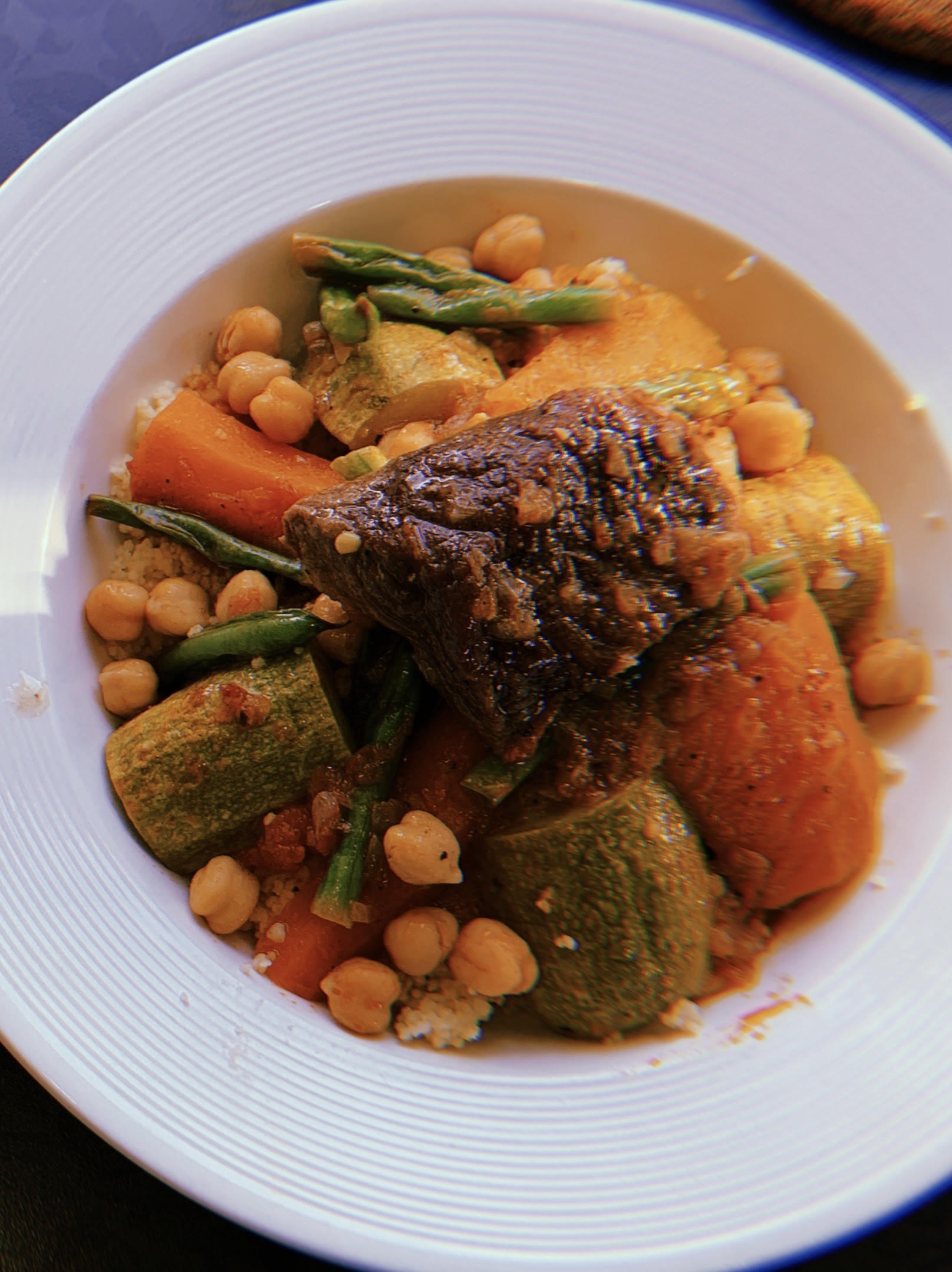
Алжирський кускус з овочами

Також уживають птицю і яловичину — інші, більш рідкісні види м'яса, такі як дичина, птахи і оленина, уважаються делікатесом. На півдні також їдять дромедара (верблюжатину).
У таких регіонах, як Кабілія, м'ясо традиційно сушать задля його збереження на більш тривалий час.
Мергез — це різновид ковбаси, що походить від берберського народу.

### Овочі
Овочі, які часто вживаються, включають картоплю (batata/betetè), моркву (zrodiya/sennariya), турнепс (lefft), цибулю (bsel/besla), помідори (tomatish/tømètish/t'matem), кабачки (corget/qar'a/khyar), часник (ethoum), капуста (cromb), баклажани (bidenjan), оливки (zéton), м'ята (fliou), артишок (korchef), квасоля (fool), нут (homoss) та перець чилі (felfel).
Овочі часто використовують у рагу (tagine/jwaz /djwizza) і супах (chorba/harira/jari) або просто смажать чи варять.

### Риба і морепродукти
Сардини, хек, креветки, восьминоги, тунець і тріска — основні морепродукти, які зазвичай вживаються в алжирській кухні, переважно в тушкованому або смаженому вигляді.

### Спеції
В алжирській кухні використовується багато спецій, зокрема сушений червоний перець чилі різних видів, кмин, зіра, кориця, куркума, імбир, паприка, коріандр, шафран, мускатник, гвоздика, фенхель, аніс, каєнський перець, пажитник і чорний перець. Деякі суміші спецій також є традиційними для північноафриканського регіону, наприклад, рас-ель-ханут, який може складатися з 27 спецій. Хрор — це суміш спецій, типова для алжирської кухні, яка переважно складається з калгану, перцю кубеба, мускатного горіха і кориці, але рецепти можуть відрізнятися і включати більше спецій і трав, таких як лакриця або ромашка.

## Посуд

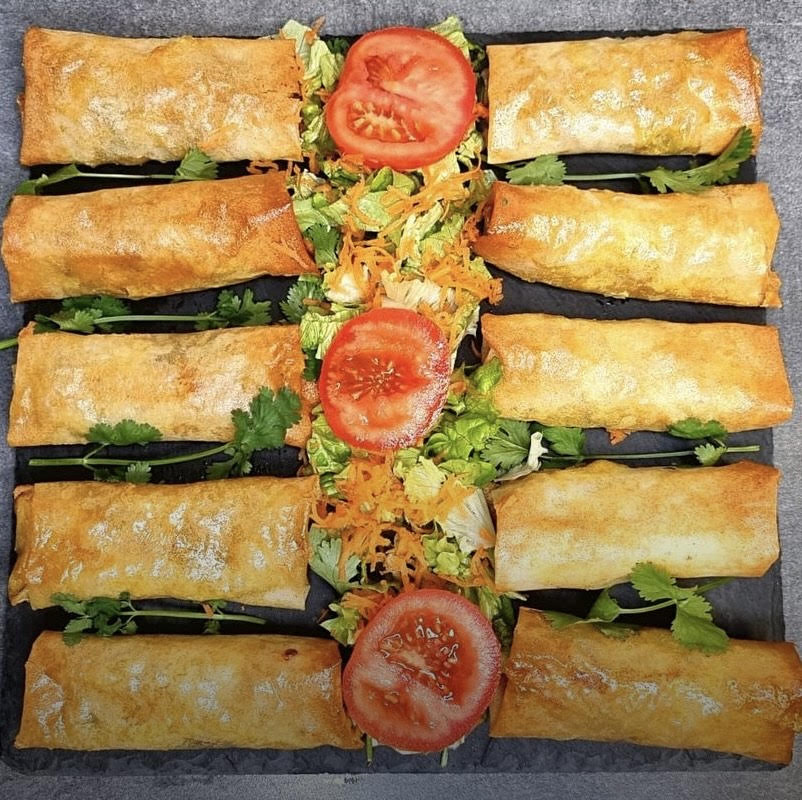
Алжирське тісто бурек

### Перші та закуски
Деякі невеликі закуски можна їсти перед основною стравою (традиційно це робиться під час Рамадану). Це, як правило, суп (найвідоміший — чорба), або, наприклад, кемія, невелика страва з субпродуктів (наприклад, печінки або нирок) або морква з кмином (зородійя мчармла). Деякі традиційні салати, такі як хлата фельфель (салат із смаженого/копченого перцю, помідорів, ріпчастої або зеленої цибулі та часнику з оливковою олією та оцтом, зазвичай подається холодним), заалука (рататуй переважно з баклажанів і помідорів, який подається гарячим або холодним) або салат приготований з буряка, кукурудзи, огірка, помідорів і яєць, який також можна подавати перед їжею.

### Основні страви
Поширеною і однією з найулюбленіших страв алжирської кухні є кускус. Манна крупа традиційно виготовляється з пшениці, але також може бути виготовлена з ячменю. Зерна також можна ферментувати, щоб приготувати кускус Ель-Хаммун. Страву можна приготувати по-різному, як правило, з соусом з яловичиною або бараниною та кабачками, морквою, нутом і стручковою квасолею, куркою, сочевицею і чорним горошком. Кускус також можна вживати в масфуфі (або тамекфулті в Кабілі), сухому варіанті без соусу з овочами, такими як квасоля, горох або з родзинками і фініками, традиційно разом з кисломолочними продуктами.
У традиційній алжирській кухні можна знайти кілька страв з макаронних виробів: речта, чахчуха, беркукес, тікурбабін (також званий асбаном), афтір укессул, тлітлі або тріда. Ці традиційні страви з макаронних виробів готують у червоному соусі, за винятком рехти, яку в Алжирі зазвичай готують у білому соусі з м'ясом та овочами.
Вегетаріанські страви в Алжирі також є основною частиною раціону: карантіка (нутовий флан), тбіха (овочеве рагу), шакшука (різновид рататуя, часто приготованого з яйцями), заалук (рататуй з баклажанів і помідорів, подається гарячим або холодним). Ці страви часто вживають з хлібом.
Таджин або джуез — це традиційні страви, приготовані в рагу або схожим чином, спочатку в глиняному горщику. Вони можуть бути вегетаріанськими, але зазвичай готуються з м'яса (баранини або курки) та овочів. Особливі таджини, приготовані в червоному соусі, називаються чтіта (наприклад, чтіта джай — це страва з курки, приготована в червоному соусі з нутом). Інші відомі страви включають Кубеб (курка, приготована в білому соусі з корицею та нутом, подається з товстою картоплею фрі та петрушкою), звіті, марка бель ассель (спеціальна страва з Тлемсена).
Деякі додаткові страви включають в себе:

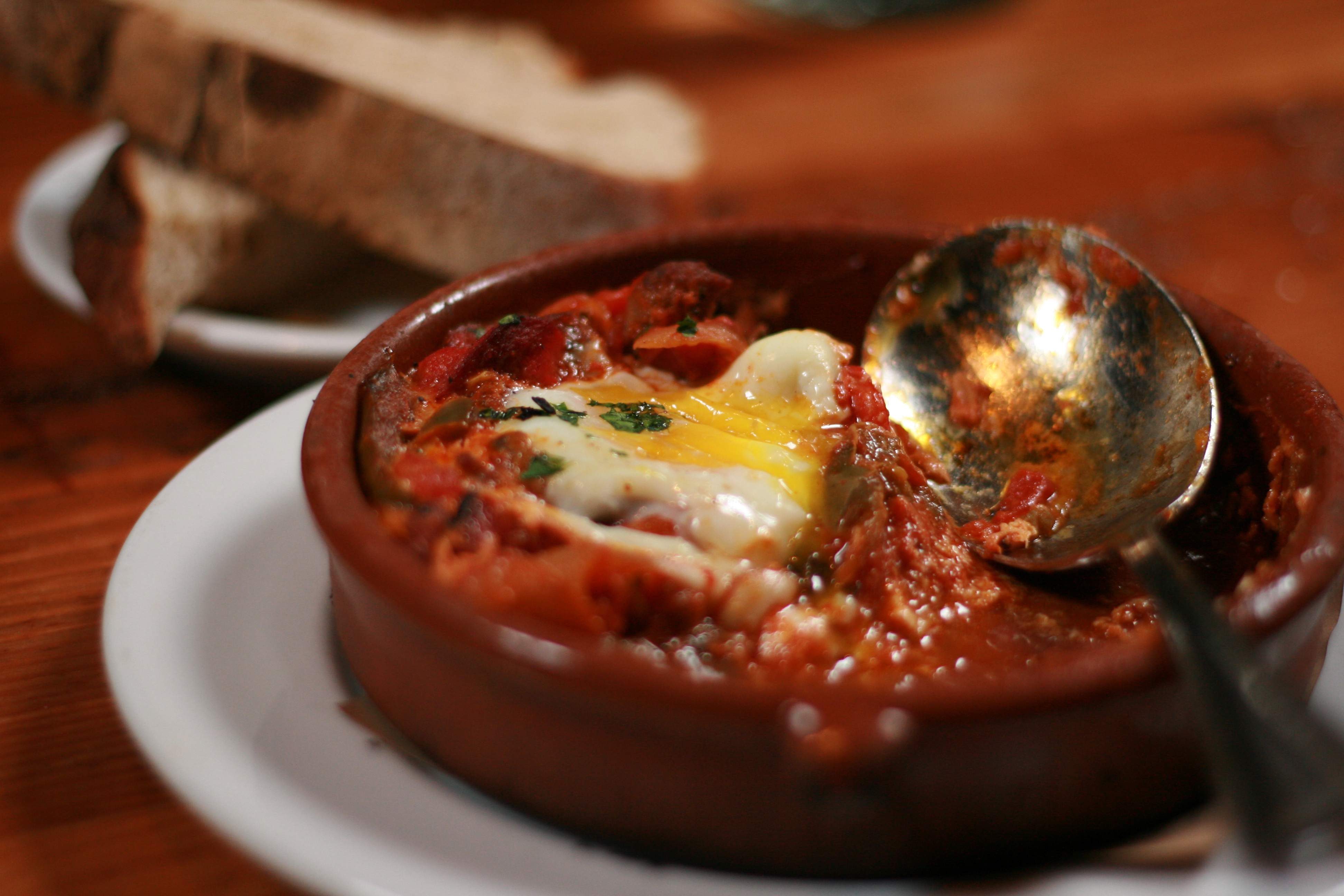
Шакшука

- Бурек — смажені спринг-ролли з різними начинками, включаючи м'ясо, тунець, картоплю і сир. Популярний варіант, бурек аннабі[fr], з Аннаби, більший і фарширований картопляним пюре, яловичим фаршем, грибами, сиром, яйцями та петрушкою .
- Маджеб — коржик, фарширований цибулею і томатним соусом.
- Шакшука, чакшока, шахшоша — суміш цибулі, помідорів, болгарського перцю, кабачків та яєць. Існує багато варіантів, залежно від регіону.
- Чорба фрік або джарі — суп на томатній основі з бараниною
- Фріт-омлет — картопля фрі з яйцями
- Добара — суп з нуту
- Долма — фаршировані овочі, зварені в бульйоні

### Супи
В Алжирі є чотири добре відомі традиційні супи, які споживають по всій країні: чорба фрік (який також готують з кадаїфом у деяких регіонах замість фріке), харіра, джарі та тчіча. Ці традиційні алжирські супи подаються на початку трапези як перша страва і готуються переважно з баранини, ягнятини або курки, нуту, помідорів, вермішелі, пшениці, спецій та різних овочів і бобових. Ці різноманітні супи є найпопулярнішими під час священного місяця Рамадан. Гаспачо оранес — це алжирська версія страви манчего. Шорва має інший варіант, шорва біда (біла шорва), яка готується з куркою, кнафе, нутом і зеленню без помідорів. Традиційно його їдять з вичавленим лимонним соком.

## Десерти

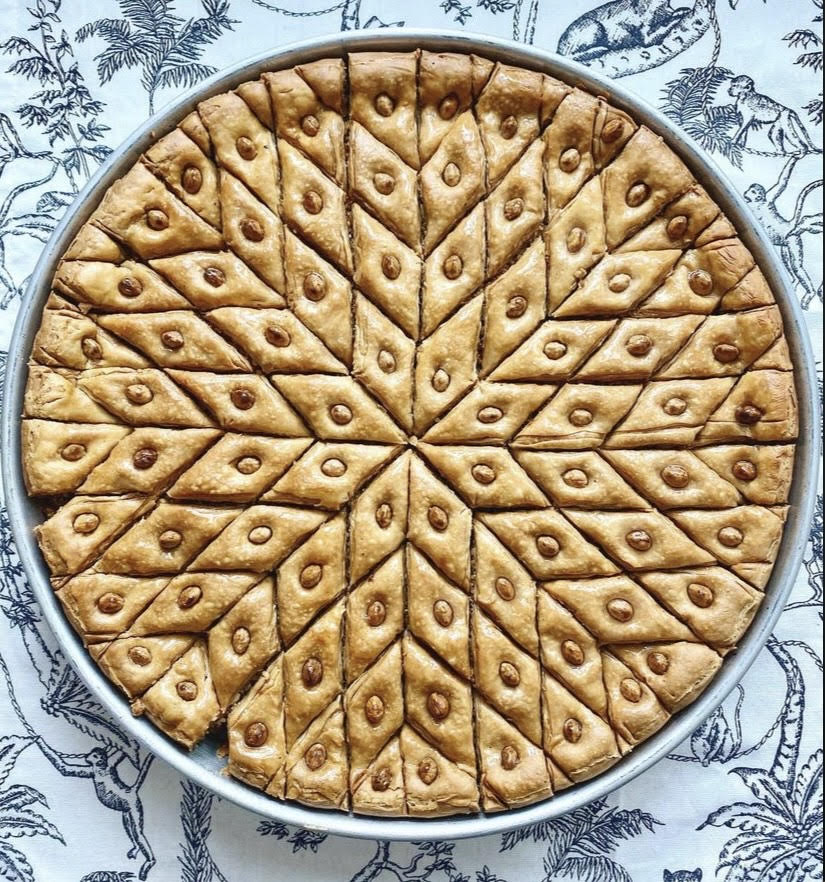
Алжирська пахлава

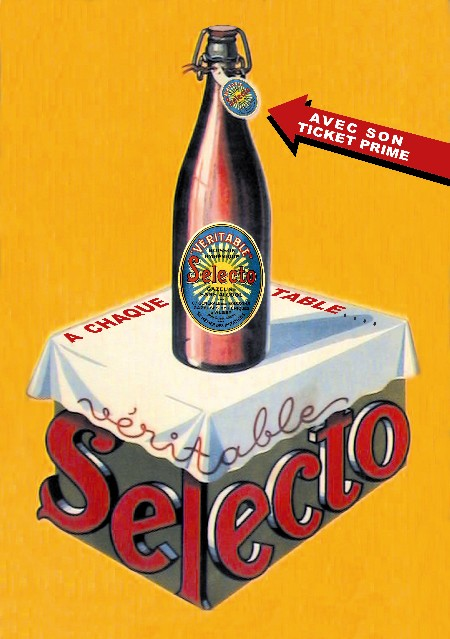
Старий рекламний плакат Selecto від Hamoud Boualem (1889).

Зазвичай сезонні фрукти подають як десерт наприкінці трапези. До таких фруктів належать кавун, мушмула, виноград, гранат або фініки (які також можна подавати на початку трапези).
Найпоширеніша випічка — дзіріят, гарн гзаль (схожий на щиколотки газелі), баклава, брадж, макруд, калб елуз, злабія і гривеч (смажене у фритюрі тісто у формі кренделів, просочене медом і посипане кунжутом).
Багато випічки готують для особливих випадків, таких як Ід аль-Фітр і весілля. Наприклад, моуна традиційно подавалася нещодавно одруженою жінкою іншим жінкам під час традиційного хамаму. Таміна — різновид пасти з манної крупи, вершкового масла, хрору або інших спецій та меду, яку зазвичай подають після того, як жінка народила дитину.
Мсеммен, сфенж або багрір як правило, подають до чаю, зазвичай подаються до чаю і можуть бути заправлені медом, джемом або навіть оливковою олією і цукром.
Крепон, сорбет, який походить з Орану, є фірмовою стравою Алжиру. Інші десерти та тістечка, такі як сфенж, крокі та мчавча, також часто вживаються в їжу.

## Напої
Зелений чай з м'ятою зазвичай п'ють у другій половині дня і під час церемоній з випічкою. Якщо немає свіжої м'яти, замість неї можна використати сушене листя. Гераневий чай також можна приготувати з листям герані замість м'яти. Як правило, чай готують із зеленого чайного листя, або з ганпаудера, або з чаара сандук (зелений чай із більш легким смаком).
Алжирці є великими споживачами кави; густий еспресо і чорна кава дуже популярні, алжирський сніданок складається з кави латте з круасанами або хлібом з маслом або будь-якими алжирськими солодощами, такими як алжирська баклава, мсемен або багрір, з медом або джемом. Мазагран, який називають «оригінальною кавою з льодом», походить з Алжиру, це холодний підсолоджений кавовий напій.
Шербет мажар — традиційний напій, який п'ють на весіллях у північних районах країни. Це сироп, виготовлений з води, цукру та води з апельсинових квіток (мажару). Щербет Міліана — ще один традиційний напій, виготовлений із вишні, що походить із Міліани.
Фруктові соки та безалкогольні напої, які називаються «газуз», поширені і часто п'ються щодня, найвідоміша алжирська газована вода — Hamoud Boualem, алжирський виробник безалкогольних напоїв, який робить напої популярними в Алжирі та експортує їх за кордон, в першу чергу для споживання алжирськими емігрантами. Це одна з найстаріших компаній країни, заснована у 1878 році. Її продукція включає газовані напої «Selecto», «Hamoud» і «Slim», кожен з яких має безліч смаків, а також сиропи з різними смаками.
Раніше Алжир виробляв велику кількість алжирського вина під час французької колонізації, але з моменту здобуття незалежності виробництво скоротилося; споживання алкоголю в Алжирі не схвалюється, але законодавчо не заборонено, що не заважає виноградарям виробляти широке розмаїття вин переважно зі схилів Маскара, Медеї та Тлемсену.

## Соуси та приправи
Алжирська кухня характеризується використанням ароматних спецій і трав, а різноманітні соуси відіграють важливу роль у багатьох стравах. Два популярні алжирські соуси — харісса та дерса.
Харісса — це гостра паста чилі, яку виготовляють із сушеного перцю чилі, часнику, оливкової олії та різних спецій, таких як кмин і коріандр. Її часто використовують як приправу, щоб додати тепла та аромату тушкованому м'ясу, супам і м'ясу на грилі. Харісу також можна використовувати як маринад для м'яса або морепродуктів.
Дерса — м'якший соус, який готується з часнику, лимонного соку, оливкової олії та різноманітних трав, таких як петрушка, кінза та м'ята. Його часто використовують як соус до хліба, овочів або м'яса на грилі. Дерсу також можна використовувати як маринад або заправку для салатів.
Заалук — традиційний алжирський соус з баклажанів, помідорів, часнику та спецій, який зазвичай подають як закуску або гарнір.
Чермула — маринад з часнику, кінзи, лимонного соку та спецій, який зазвичай використовується для приправлення морепродуктів та м'ясних страв.
Тум — часниковий соус з часнику, лимонного соку та оливкової олії, схожий на айолі, часто подається до м'яса на грилі або як соус.
Соус Шакшука — гострий томатний соус з цибулі, перцю та різноманітних спецій, часто використовується в популярній яєчній страві з однойменною назвою.
Хмісс — ще одна популярна приправа в алжирській кухні. Це гострий томатний соус зі смаженого червоного перцю, помідорів, часнику, оливкової олії та перцю чилі. Хмісс зазвичай подають як соус або намазують на хліб чи м'ясо на грилі, а також можна використовувати як начинку для бутербродів або піци. Обсмажений червоний перець надає хміссу димчастого смаку, а перець чилі додає гостроти, роблячи його ароматною і гострою приправою. У деяких частинах Алжиру хмісс також готують з додаванням таких спецій, як кмин і паприка, що надає йому унікальної регіональної варіації. Хмісс — універсальний соус, який додає смачної пікантності багатьом стравам, і є улюбленою приправою серед алжирців.

## Хліб
Між 1976 і 1984 роками середньостатистична алжирська сім'я витрачала близько 56 % свого доходу на їжу і напої, а понад 10 % з них — на хліб та інші зернові продукти. Вважається, що хліб містить Боже благословення, бараку. Він традиційно розглядається як символ життя і функціонує в ритуалах, що символізують життя, родючість і достаток.

### Види хліба

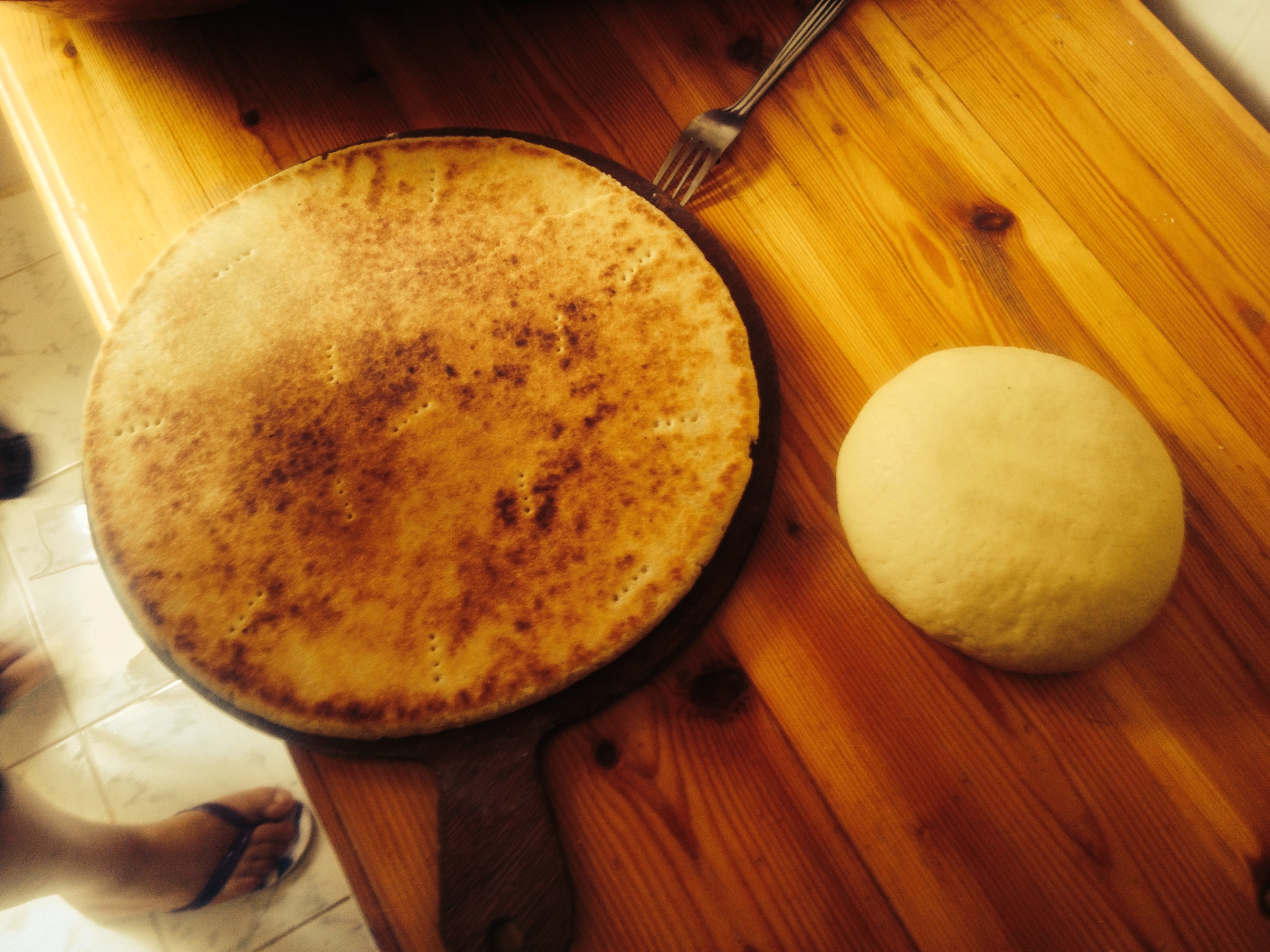
Алжирський хліб

Хубз ас-дар — пшеничне борошно, вода, сіль і дріжджі. Традиційно плоскі та круглі, товщиною кілька сантиметрів, виготовляються в домашніх умовах і зазвичай випікаються в газовій або громадській печі.
Хубз ат-таджин або матлу — пшенична манка, дріжджі, вода і сіль. Плескатий хліб на сковорідці (фр. galette), що випікається на попередньо розігрітій глиняній або чавунній сковорідці на вогні. Різновиди відрізняються якістю закваски, додаванням ячменю або сорго, висівок, або виготовленням на кукурудзяній основі.
Хубз-фтір, ракак, рфіс або тарід — добре вимішане прісне тісто, яке випікають протягом півхвилини на опуклому листі латуні або заліза, встановленому на камінні над багаттям. Цей метод є улюбленим для тих, хто живе кочовим життям, оскільки сковорідку легко транспортувати і для неї потрібна невелика кількість палива.
Батбут — це невеликий хліб, що нагадує грецьку піту, але товстіший (схожий на матлу). Його їдять з начинкою всередині.
Французькі багети — білі, з заквашеного пшеничного борошна. Купують у пекарні або у вуличного торговця, але ніколи не роблять вдома через доступ до млинів, що працюють на електриці. Дефіцит електроенергії перешкоджає споживанню цього хліба, і часто алжирці віддають перевагу домашньому хлібу, який мелють жіночі руки.

### Алжирський хліб
Французький хліб, як правило, більше цінується з точки зору смаку та якості, оскільки він зазвичай вважається більш якісним. Однак білі внутрішні частини багета вважаються шкідливими для здоров'я і регулярно викидаються, а сам хліб часто асоціюється з запорами.
Алжирський хліб, з іншого боку, вважається більш поживним, насиченим і смачним, і його рідко викидають. Через те, що французький хліб твердне протягом ночі або стає жорстким, якщо його покласти в поліетиленові пакети, йому важко знайти застосування, тому його викидають частіше, ніж алжирський, який можна розігріти або повторно використати як їстівний посуд або навіть корм для птахів.
У контексті ритуалів вважається, що тільки алжирський хліб підходить для цього. Хліб, який пропонують гостям, повинен бути домашнім, оскільки він означає сутність, близькість і якості сім'ї. У повсякденних практиках це також ознака багатства і достатку, якщо на столі є зайвий хліб, а випікання хліба вдома можна вважати ознакою економічної незалежності сім'ї.
Найпоширеніші види хліба в Алжирі — кесра, матлух, мтабга і муна.

## Галерея

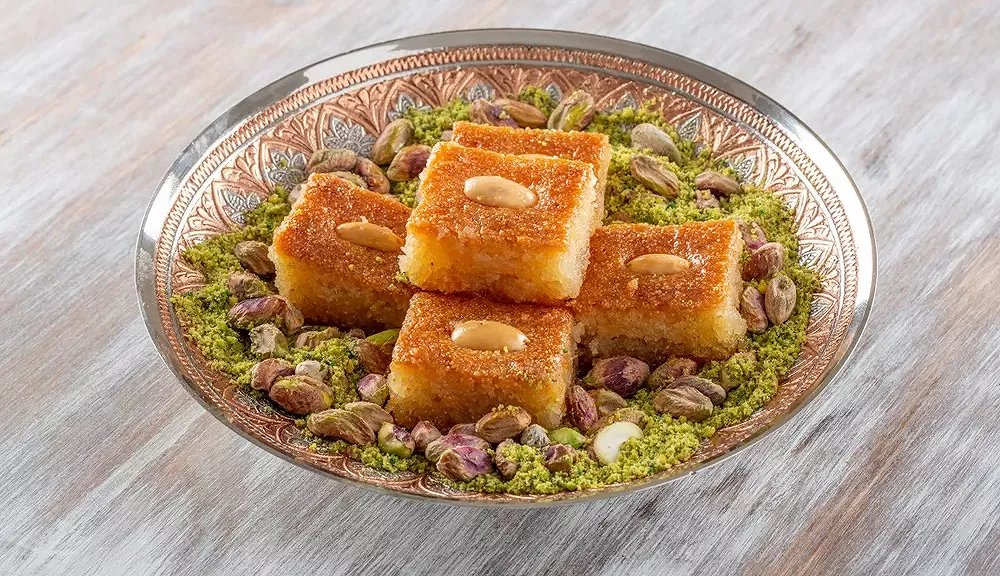
Кальб-ель-Луз, популярний алжирський десерт
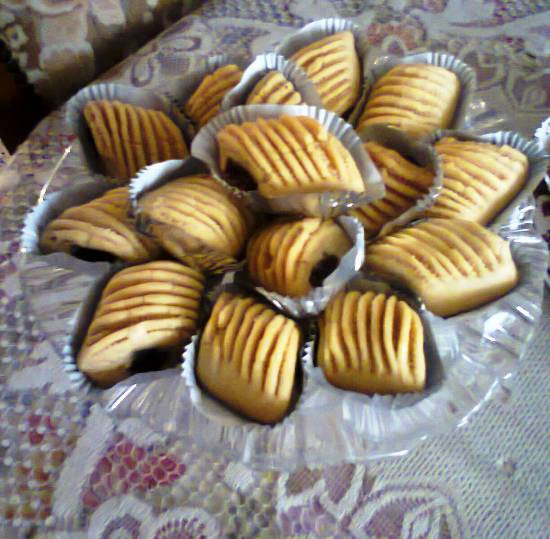
Алжирський макруд
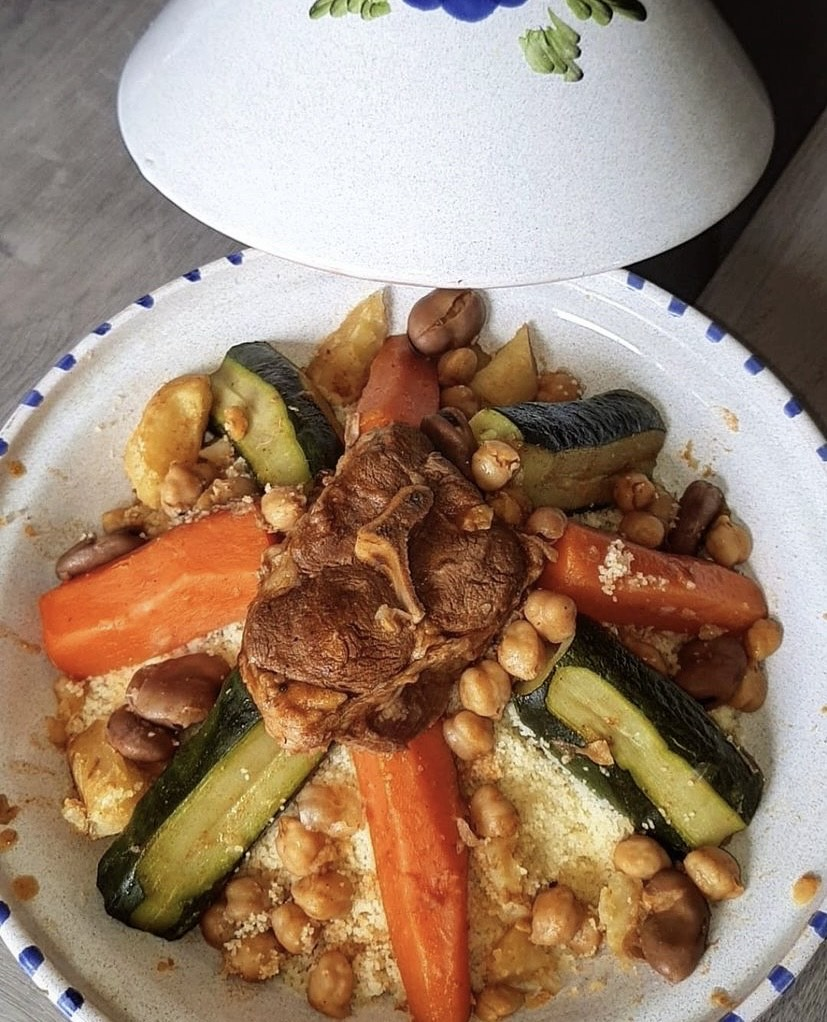
Алжирський кускус з Кабілії
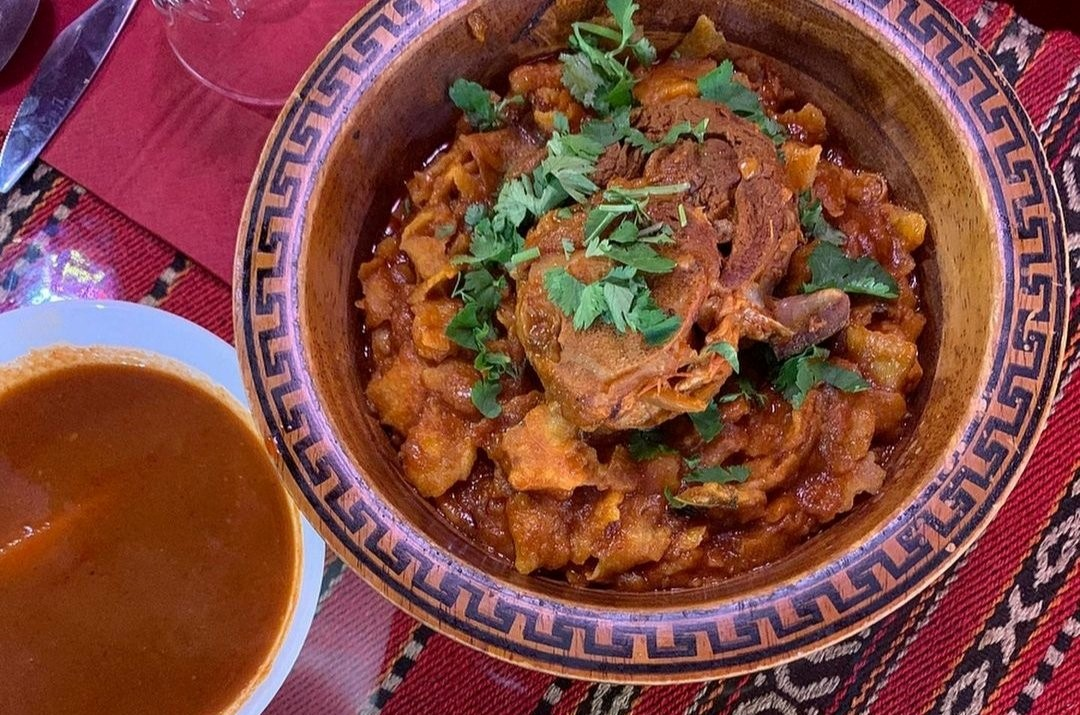
Алжирська чахчуха з міста Біскра
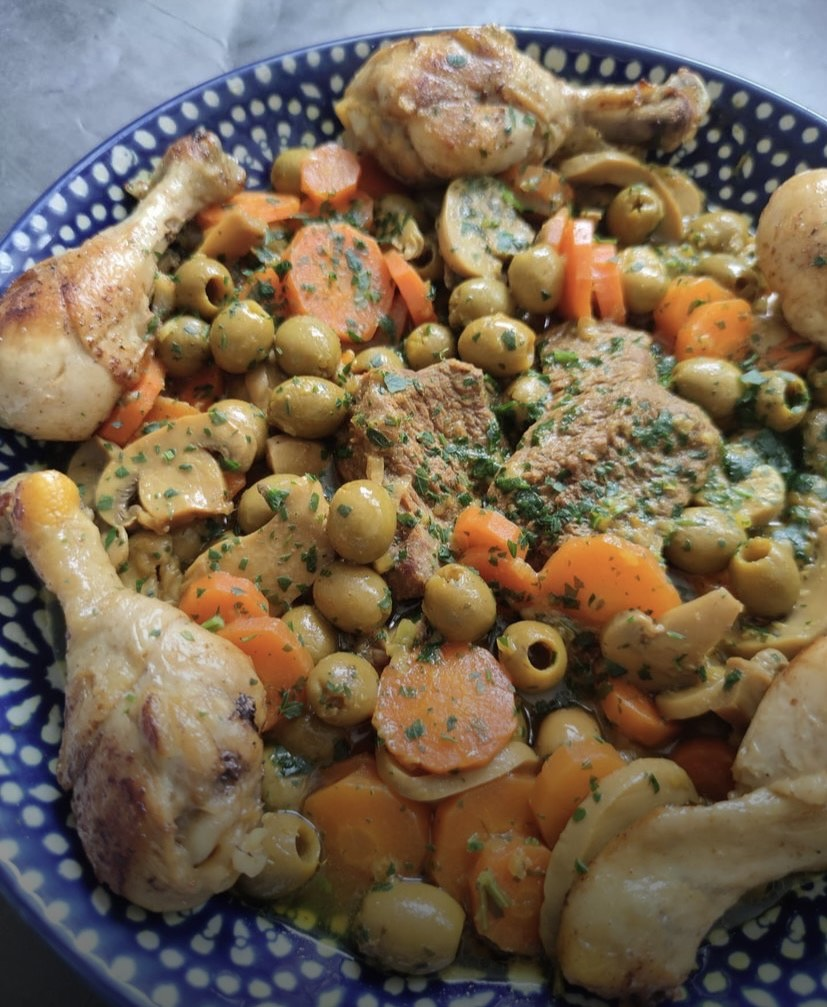
Традиційний алжирський оливковий тагін з куркою та грибами
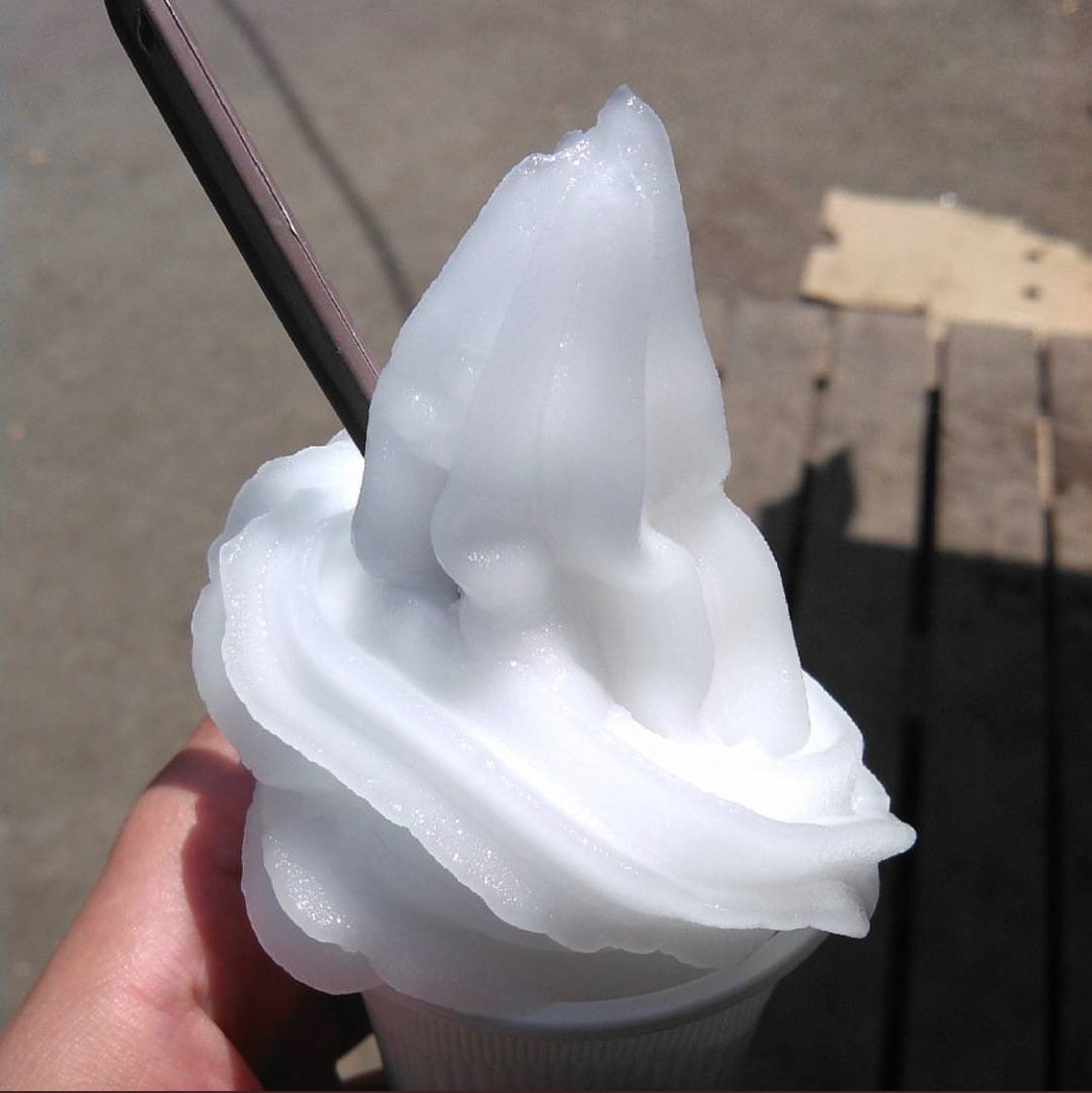
Крепон, особливість Алжиру
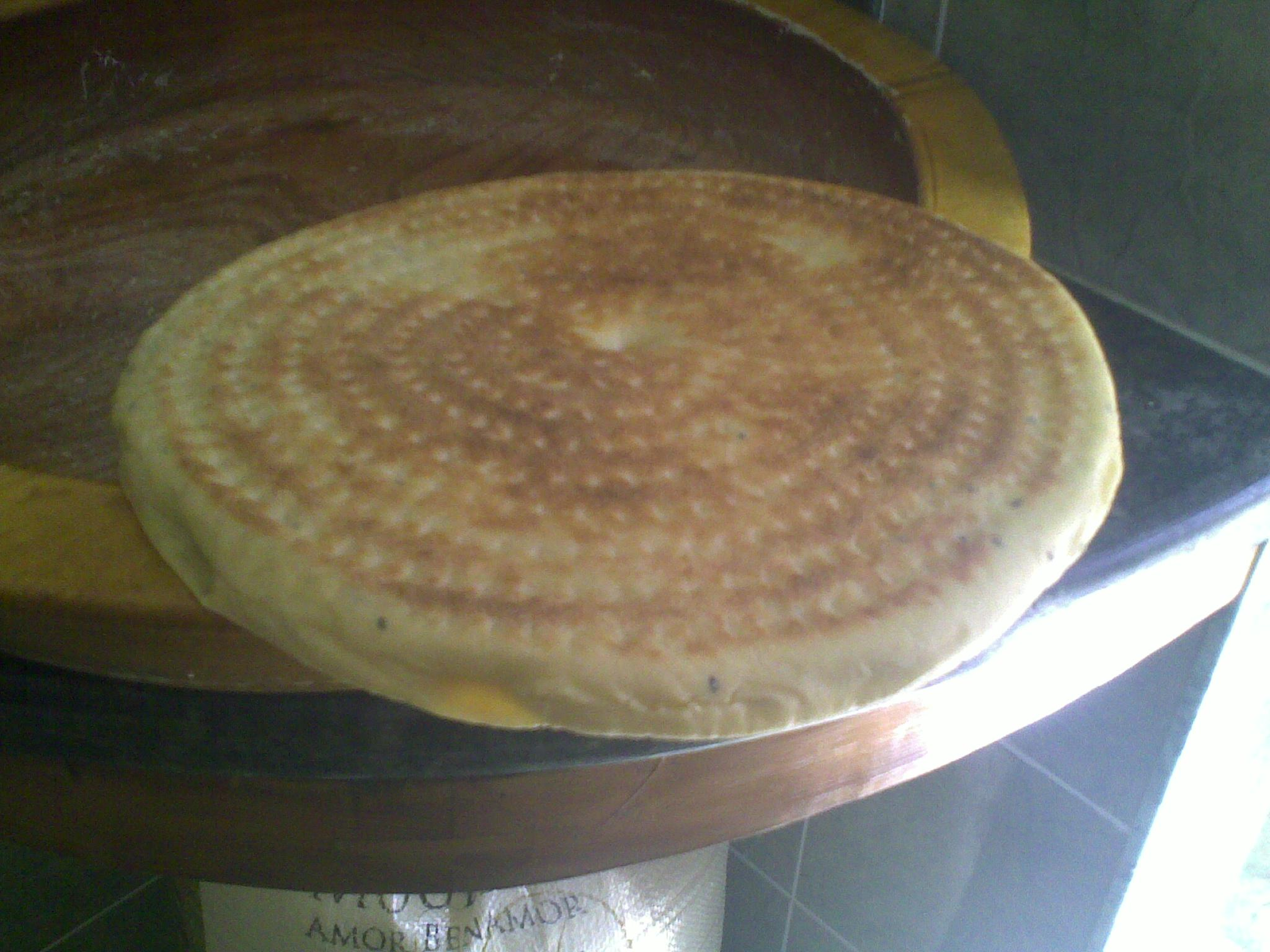
Алжирський домашній хліб
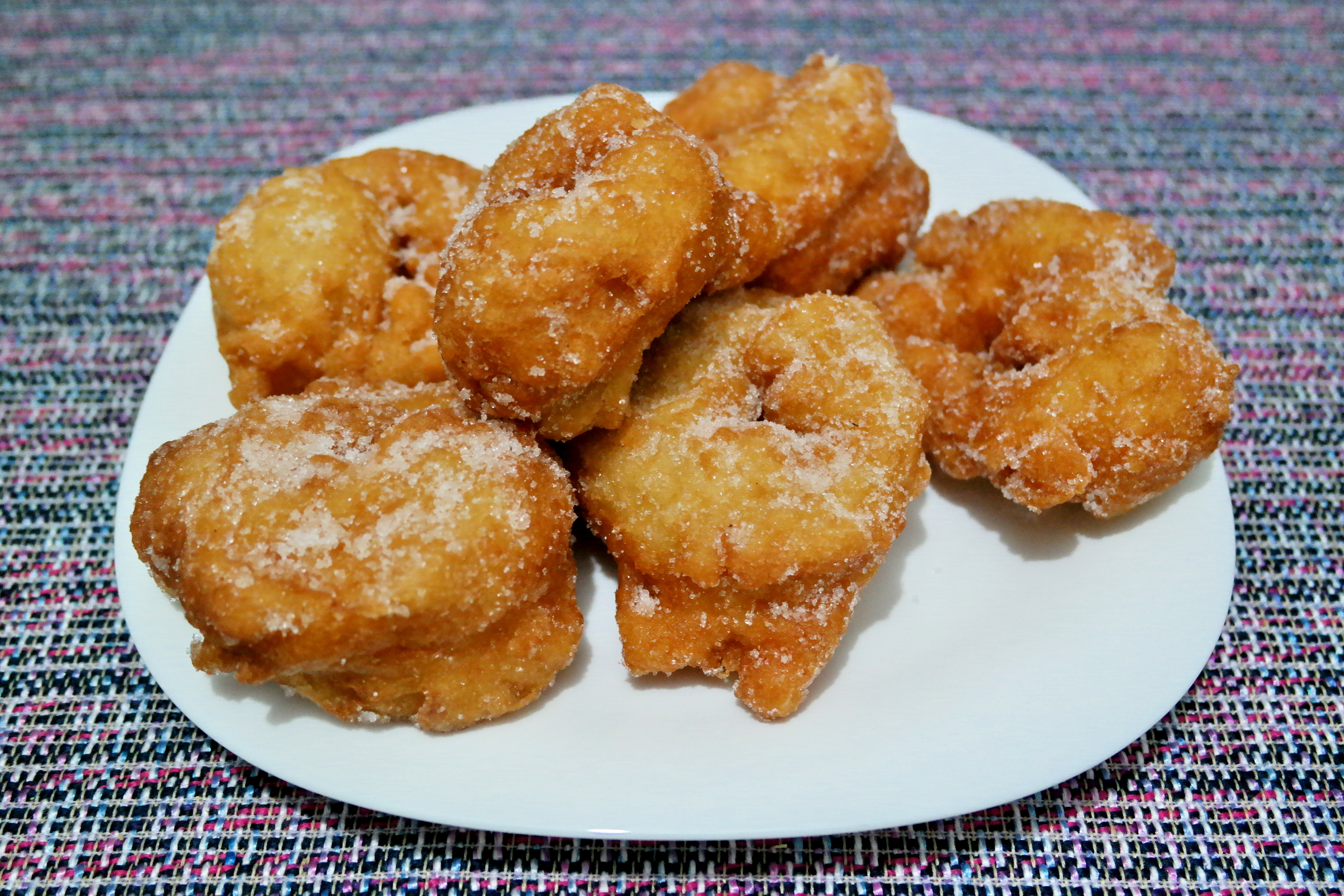
Алжирський сфенж
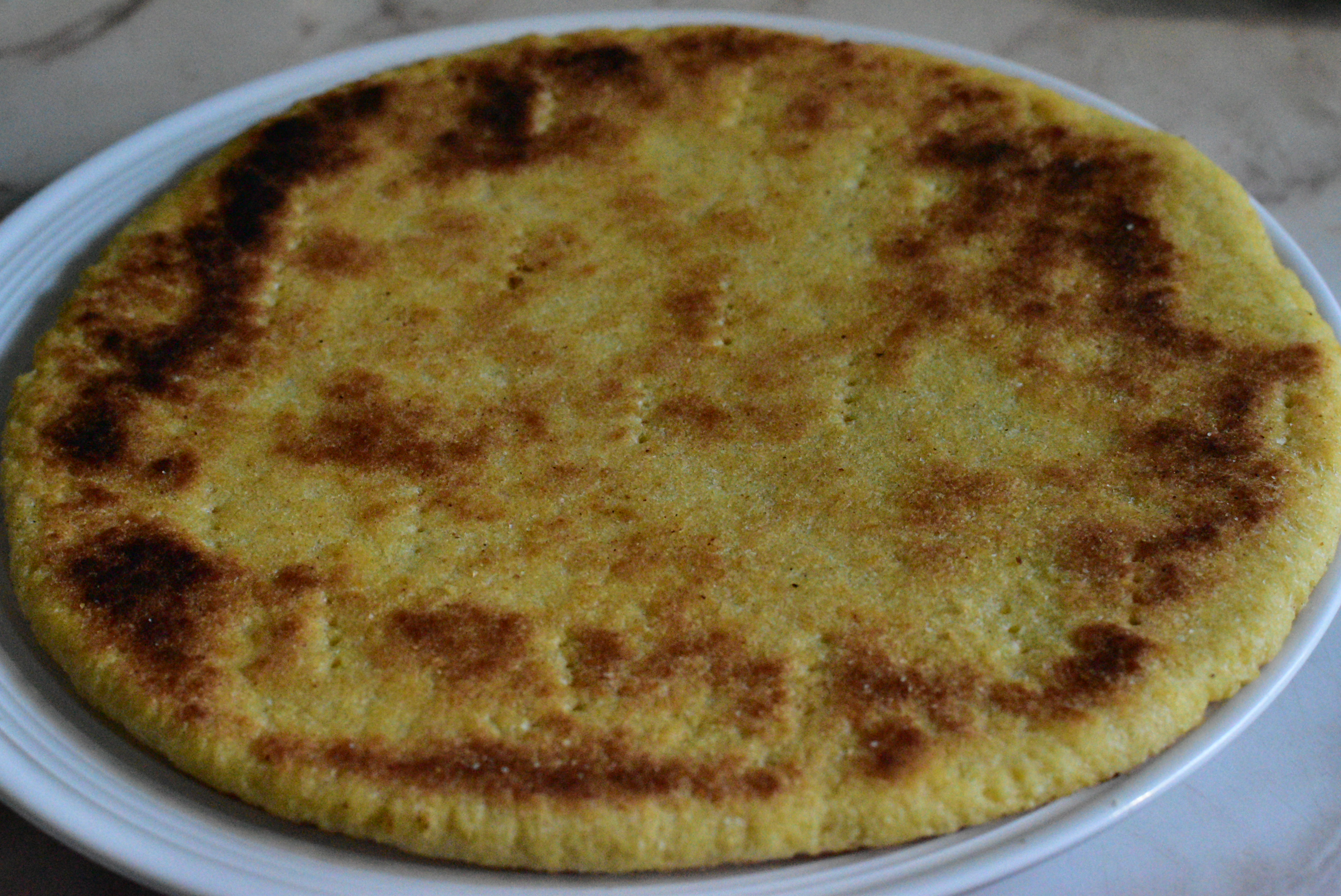
Кесра
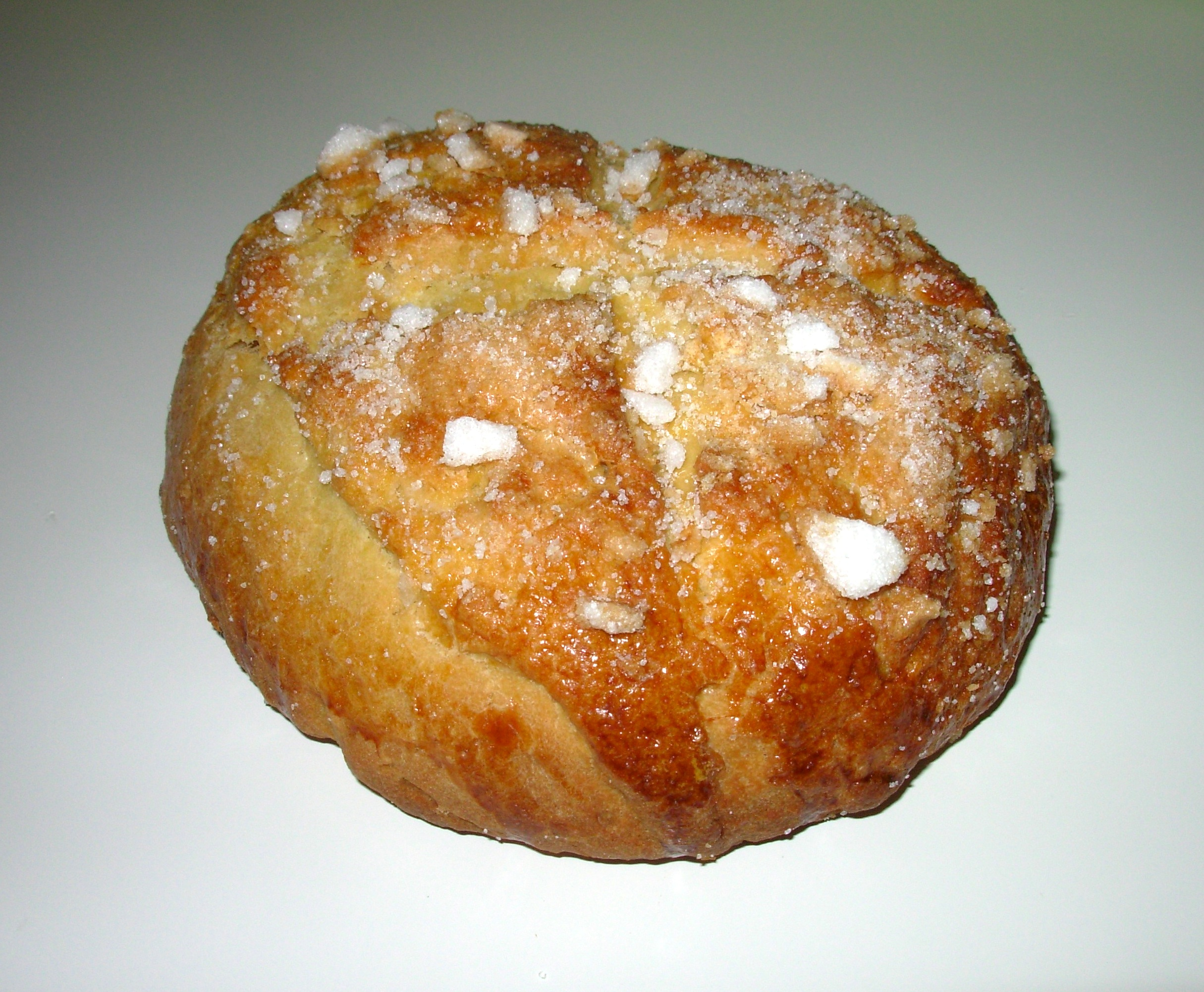
Муна - солодкий хліб алжирського походження
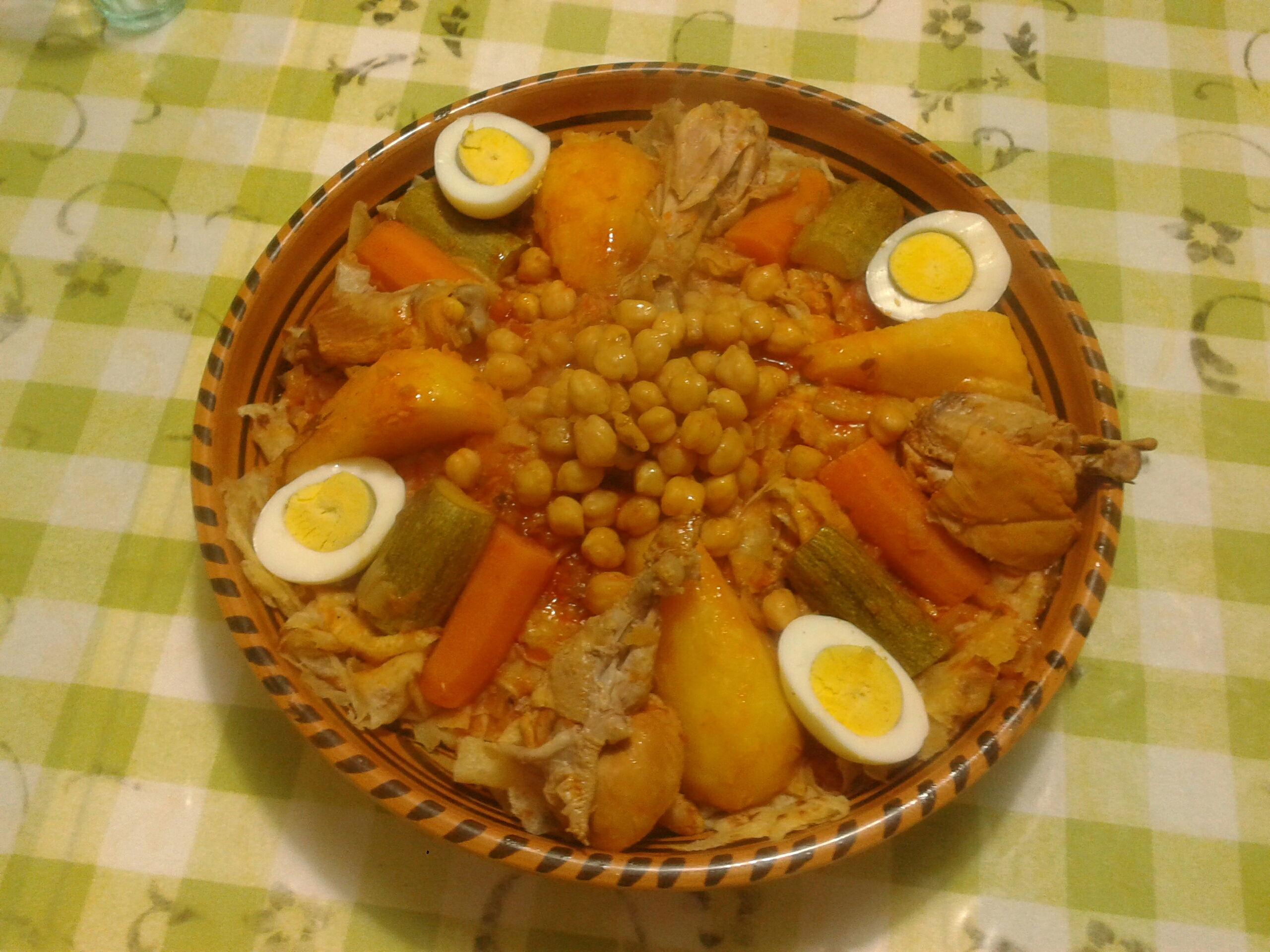
Алжирський рогаг